# Brother Dege
Brother Dege alias Dege Legg, né David John Legg le 8 juin 1967 à Lafayette (Louisiane) et mort le 8 mars 2024 dans la même ville, est un chanteur, auteur-compositeur-interprète et guitariste américain de rock et de blues.

## Biographie

### Jeunesse et formation
D'origine irlandaise et cajun-française, David John Legg naît à Lafayette (Louisiane) de Anne et John Legg, lieutenant-colonel de l'Air Force,,. La famille déménage souvent et vit notamment en Californie du Nord et en Géorgie. Ses parents se séparent et David et sa mère reviennent vivre à Lafayette.
David Legg obtient un Bachelor of Arts en philosophie à l'Université d'État de Louisiane. Il découvre également la littérature et se passionne pour Henry Miller, Charles Bukowski, Gabriel García Márquez et les écrivains de la Beat Generation,.
Il se passionne également pour le rock des années 1970 et 1980 : Led Zeppelin, Black Sabbath, Jimi Hendrix, ACDC, le blues de Blind Willie Johnson, Son House, Robert Johnson, Bukka White et les textes de Tom Waits et Bob Dylan. Il apprend seul à jouer de la guitare et commence à composer ses titres.
David Legg souffre d'épisodes chroniques de dépression, de toxicomanie et tombe dans la petite délinquance. Après une tentative de suicide dans le Mississippi depuis le pont de Baton Rouge, il entre en cure de désintoxication.

### Un artiste underground (1994-2012)
En 1994, David John, initiales DJ prend pour nom d'artiste Dege Legg et crée le groupe Santeria dont il est le chanteur avec les musiciens Primo (guitare), Krishna Kasturi (batterie), Chad Willis (basse) et Rob Rushing (percussion). Le groupe va composer et auto-produire quatre albums, devenant l'un des groupes sudistes de la scène rock underground jusqu'à leur séparation en 2008.
Afin de financer ses projets artistiques, Dege Legg a occupé divers emplois tels que magasinier, mécanicien, plongeur, cuisinier, chauffeur de taxi, travailleur social dans un centre pour sans-abri, journaliste à The Independent acadien et a reçu notamment le Louisiana Press Award en 2004 et 2008 pour son article sur les sans-abris de Lafayette,,. 
Dege Legg multiplie les expériences musicales en rejoignant an tant que guitariste le groupe de CC Adcock, The Lafayette Marquis puis en 2005 il crée un nouveau groupe 
Black Bayou Construkt avec qui il sort l'album Kingdoms of Folly en 2009. Après avoir publié trois albums solos, Dege Legg continue de se produire seul sur scène sous le nom de Brother Dege. Le musicien a écrit l'album pendant dix ans en enregistrant dans des lieux insolites (puits d'ascenseur, clairières, maisons abandonnées) puis en les réenregistrant chez lui. Il collabore ensuite avec des professionnels pour  mixer et masteriser l'album. Pour décrire sa musique, Brother Dege emploie le terme psyouthern, contraction de psychedelic (psychédélique) et southern (sud) inspirée par la géographie et la culture du sud où l'énergie est pour lui « sombre et effrayante ». En 2010, il sort un nouvel album Folk songs of the American Longhair. L'album est bien accueilli par la presse. Pour David Maine de PopMatters, l'album varie du « désespéré au boogie effréné » avec de la guitare slide, du « gothique sudiste » et du rock 'n' roll. Pour Walter Pierce de The Independent, Kingdoms of Folly marque une « rupture musicale avec le tribalisme sombre et sudiste de Santeria ». Pour KLOF Magazine « l'album explore les anciens mystères du blues d'avant-guerre et de ses maîtres obsédés par le diable ». Brother Dege, considéré par la presse comme « l’un des secrets les mieux gardés du Sud profond » part en tournée américaine en solo en s'accompagnant d'une guitare dobro puis joue pour la première fois en Europe et plus précisément en Hollande et en Belgique,. Les producteurs de l'émission de télé réalité américaine Péril en haute mer le contactent afin d'utiliser le titre Hard Row to Hoe.

### La reconnaissance publique et critique (2013-2024)
Quentin Tarantino entend à la radio Sirius XM le titre Too Old to Die Young extrait de l'album et avec l'accord du chanteur l'intègre dans la bande originale de son film Django Unchained avec entre autres Ennio Morricone, James Brown et Tupac Shakur. Tarantino déclare que « chaque morceau du CD de Brother Dege aurait pu figurer dans le film ». Grand succès public et critique, le film obtient l'Oscar du meilleur scénario original et la musique est nommée aux Grammy Awards en 2014. Brother Dege qui auto-produit toujours sa musique est un des rares musiciens indépendants à être associé à une super production. A propos de cette collaboration le musicien déclare : « Je ne pouvais pas rêver d'un meilleur réalisateur pour s'intéresser à ma musique [...]. Les gens associent Quentin à une esthétique cinématographique audacieuse et à son goût exquis pour la musique »,.
En 2013, sort le nouvel album How to kill a horse. Pour Robert Gluck de The Aquarian, Brother Dege fait partie des nouveaux musiciens émergents du blues aux côtés de The Black Keys et de Gary Clark Jr.. En 2015 l'album Scorched Earth Policy diffère un peu des précédents puisqu'il contient des anciennes démos, des reprises (Black Sabbath, Hüsker Dü) et de nouvelles compositions envoûtantes et accrocheuses pour le magazine OffBeat. Pour Blues Rock Review l'album se démarque des autres albums blues grâce à « des nuances de techniques de production funky et psychédéliques telles que des voix de fond en écho et une batterie spatiale et saturée ». Brother Dedge part en tournée avec son nouveau groupe The Brethren créé en 2013,.
En 2018 Brother Dege propose l'album concept Farmer's Almanach avec pour thème « la tentative de se frayer un chemin pour sortir d'une petite ville du Sud » explique le chanteur. Pour Rolling Stone le nouvel album du musicien phare de la new country explore « l’évasion, les questions de classes sociales et le côté sombre et roots des communautés rurales des petites villes américaines ». Brother Dedge et son groupe partent en tournée européenne pendant 9 semaines passant notamment par la France et la Hollande,,, - tournée qui se poursuit en 2019. En 2022 après une tournée de deux mois en Europe il repart sur les routes américaines mais cette fois en solo et en acoustique ce qu'il n'avait pas fait depuis 2014.
Brother Dedge est également écrivain. Il publie un roman en 2006 The Battle Hymn of the Hillbilly Zatan Boys puis coécrit avec l'architecte Geoff Gjertson un ouvrage sur les maisons solaires en 2014, Generating Hope: Stories of the Beausoleil Louisiana Solar Home. En 2020 il édite chez UL Press, Cablog: Diary of a Cabdriver dans lequel il raconte les différentes rencontres qu'il a pu faire alors qu'il était chauffeur de taxi de nuit pendant 5 ans à Lafayette de 2003 à 2008, peignant un tableau de la misère sociale post-Katrina. L'ouvrage est traduit en français et sort en 2023 chez Les Éditions du Sonneur,. Pour accompagner le livre, Brother Dedge édite l'album Only the dust composé de 36 morceaux instrumentaux.
En décembre 2023 paraît le titre Where the Black Flowers Grow extrait du nouvel album Aurora à paraître le 15 mars 2024 qui sera suivi d'une tournée européenne en avril. Brother Dedge signe pour la première fois avec le label d'une maison de disque, Prophecy Productions & Records. Pour le chanteur, l'album « parle d’amour, de psychose et des dysfonctionnements qui se répètent dans les relations et des schémas [...]. Je le vois comme un ouroboros, un serpent qui se mord la queue. Dans se contexte, Aurora (l’aurore) peut s’apparenter à la lumière spectrale qui accompagne le fait de tomber amoureux ».

### Mort
Brother Dedge meurt le 8 mars 2024 à 56 ans dans sa ville natale de Lafayette. Prophecy Productions & Records décide de maintenir la sortie de l'album à la date qui avait été prévue le 15 mars,,. Pour Mathieu David de Rolling Stone : « A la fois retenu et intense, Aurora brille par sa puissance poétique, façonnée avec soin et spontanéité. [...]. Une œuvre juste et saisissante, qui synthétise l’œuvre de Brother Dege, artiste discret et marquant ».

## Discographie

### Albums solo
- 1997 : Bastard's Blues
- 1999 : Love Letters & Suicide Notes, EP
- 2004 : Trailerville
- 2010 : Folk songs of the American Longhair
- 2013 : How to kill a horse
- 2015 : Scorched Earth Policy
- 2018 : Farmer's Almanach
- 2021 : Only the dust
- 2024 : Aurora

### Avec Santeria
- 1998 : Santeria
- 2000 : Apocalypse, Louisiana, live
- 2002 : House of the Dying Sun
- 2008 : Year Of The Knife

### Avec Black Bayou Construkt
- 2009 : Kingdoms of Folly

## Publications
- The Battle Hymn of the Hillbilly Zatan Boys, 2006, roman
- Slipping Through the Cracks: A Week on the Streets with Lafayette's Homeless, The Independent Weekly, 13 juin 2007, n° 196
- Into the Great Unknown : A Short History of Going Nowhere: Collected Santeria Journals 2000-2004, 2011
- Generating Hope: Stories of the Beausoleil Louisiana Solar Home, coécrit avec Geoff Gjertson, UL Press, 2014
- Cablog: Diary of a Cabdriver, UL Press, 2020
  - traduit en français Cabdriver, Les Éditions du Sonneur, 2023

## Distinctions

### Récompenses
- Louisiana Press Award 2004, 2008 pour l'article Slipping Through the Cracks: A Week on the Streets with Lafayette's Homeless

### Nomination
- Grammy Awards 2014 : Meilleure compilation de bande originale pour un média visuel pour Django Unchained